# Усть-Турка
Усть-Турка — село в Пермском крае России. 
Входит в Кунгурский район в рамках административно-территориального устройства и в Кунгурский муниципальный округ в рамках организации местного самоуправления.

## География
Село находится в западной части Кунгурского района примерно в 32 километрах от Кунгура по прямой на юго-запад.

## История
Село известно с 1679 года как деревня. Название дано по местной речке. На татарском языке название и речки и села Тор. В период 1930—1980-х годов существовали колхозы им. Осовиахима, им.Молотова, им.Ленина. 
До 2004 года село было центром сельсовета, а с 2004 до 2020 гг. — административным центром Усть-Турского сельского поселения Кунгурского муниципального района.

## Население
Постоянное население составляло 915 человек в 2002 году (98% татары), 909 человек в 2010 году.

## Инфраструктура
Сельскохозяйственные предприятие ООО «ТОРагро». В селе имеются отделение связи, средняя школа, детсад, дом культуры.

## Климат
Климат умеренно-континентальный с продолжительной снежной зимой и коротким, умеренно-тёплым летом. Средняя температура июля составляет +17,8°С, января −15,6°С. Среднегодовая температура воздуха составляет +1,3°С. Средняя продолжительность периода с отрицательными температурами составляет 168 дней и продолжительность безморозного периода 113 дней. Среднее годовое количество осадков составляет 539 мм.

## Религия
Мечети
- Мечеть